# Parallelia renalis
Parallelia renalis là một loài bướm đêm trong họ Erebidae.